# Kapela Majke Božje Žalosne (Oborovo)
Kapela Majke Božje Žalosne je rimokatolička kapela u mjestu Oborovo, općina Rugvica.

## Opis dobra
Kapela Majke Božje Žalosne smještena je uz cestu u središtu naselja Oborovo, nasuprot mjesnomu groblju. Prema natpisu na kamenome nadvratniku portala, kapela je sagrađena 1735. g. vjerojatno na mjestu starije drvene građevine. To je jednobrodna građevina dimenzija cca 17 x 8 m s orijentacijom sjeverozapad – jugoistok, zaključena trostranom apsidom. Pravokutni zvonik dozidan je ispred glavnoga pročelja u 19. stoljeću. Kapela je građena od opeke i kamena, njezino je krovište dvostrešno s pokrovom od biber crijepa, a zvonik je zaključen piramidalnom limenom kapom. Pravokutna i blago nepravilna parcela na kojoj se nalazi kapela ograđena je novijom ogradom od kovanoga željezna i betonskim stupcima. Sjeverozapadno i jugozapadno od glavnoga pročelja nalaze se stara stabla platana. Kapela je recentno obnovljena, pri čemu je unutrašnjost djelomično izgubila svoj izvorni izgled (kameni pod) te je uklonjen dio inventara (klupe). Baroknu kapelu Majke Božje Žalosne u Oborovu odlikuju skladne proporcije i jednostavno, većinom izvorno oblikovanje zbog čega ima arhitektonsku vrijednost. Zbog središnjega položaja u naselju neupitna je i njezina ambijentalna vrijednost. Iako je izvorni inventar djelomično uklonjen, od posebnoga su značenja barokna slika Bogorodice od Sedam Žalosti te kamena grupa Bogorodice s djetetom i svecima. Kapela zajedno s obližnjom župnom crkvom sv. Jurja i sv. Jakova Apostola te mjesnim grobljem predstavlja vrijednu povijesno-sakralnu cjelinu rugvičkoga kraja.

## Zaštita
Pod oznakom Z-5865 zavedena je kao nepokretno kulturno dobro - pojedinačno, pravna statusa zaštićena kulturnog dobra, klasificirano kao "sakralna graditeljska baština".